# (16142) Люн
(16142) Люн (лат. Leung) — астероид, относящийся к группе астероидов пересекающих орбиту Марса. Он был открыт 6 декабря 1999 года в рамках проекта LINEAR в обсерваторииСокорро и назван в честь Albert W. Leung, финалиста конкурса Intel Science Talent Search.

Орбита астероида Люн и его положение в Солнечной системе